# Shigeo Sawairi
Shigeo Sawairi (Prefettura di Shizuoka, 8 maggio 1963) è un ex calciatore giapponese, di ruolo attaccante.